# Карсан
Карсан (фр. Carsan) насеље је и општина у јужној Француској у региону Лангдок-Русијон, у департману Гар која припада префектури Ним.
По подацима из 2011. године у општини је живело 663 становника, а густина насељености је износила 56,62 становника/km². Општина се простире на површини од 11,71 km². Налази се на средњој надморској висини од 180 метара (максималној 307 m, а минималној 98 m).

## Демографија
| 1962. | 1968. | 1975. | 1982. | 1990. | 1999. | 2011. |
| ----- | ----- | ----- | ----- | ----- | ----- | ----- |
| 201   | 202   | 223   | 389   | 509   | 631   | 663   |

График промене броја становника у току последњих година